# Giusy Vitale
Giuseppa „Giusy“ Vitale (* 25. Februar 1972 in Partinico) ist die Schwester des Mafiosos Salvatore „Vito“ Vitale und übernahm nach dessen Verhaftung am 15. April 1998 die Führung des Vitale-Clans, auch bekannt als „Fardazza“-Clan aus Partinico von der sizilianischen Cosa Nostra. In den 2000er-Jahren brach Giusy Vitale als sogenannte Pentita die Omertà und sagte als Kronzeugin gegen Mitglieder ihres Clans und ihrer Familie aus.

## Leben

### Frühe Jahre
Giuseppa „Giusy“ Vitale wurde im Jahr 1972 in Partinico geboren und wuchs, laut eigenen Worten, gemeinsam mit ihren älteren Brüdern Leonardo „Nardo“ (1955), Michele (1957) und Salvatore „Vito“ (1959), sowie ihrer älteren Schwester Nina in einer gewalttätigen Familie mit stets angespannter Atmosphäre auf.
Aufgrund dessen, dass der Vater einen Lamborghini-Traktor erwarb und mit ihm seine Felder pflügte, erhielt die Familie den Beinamen „Fardazzas“. Wie auch ihre Brüder, half Giusy regelmäßig ihrem Vater bei der Arbeit, die er auf eigenem Landbesitz und mit eigener Viehzucht verrichtete, der die Brüder Leonardo und Vito jedoch trotzten und frühzeitig eine kriminelle Karriere anstrebten.
Bereits im Kindesalter besuchte Giusy regelmäßig ihren Bruder Leonardo im Gefängnis und verließ im Alter von 13 Jahren auf Anforderung ihrer Brüder die Schule, nachdem sie das dritte Jahr der Mittelschule erreicht hatte. In der Folge übernahm sie erste Handlangerdienste für ihre Brüder, die allmählich in der Unterwelt aufgestiegen waren und später enge Verbindungen zu hochrangigen Mafiosi wie Salvatore „Totò“ Riina von den Corleonesi oder Giovanni „u verru“ Brusca des San-Giuseppe-Jato-Clans unterhielten.
Später heiratete Giusy und bekam mit ihrem Ehemann zwei Kinder, der es laut den Worten von Giusy nicht gern sah, wenn sie mitten in der Nacht Botengänge für ihre flüchtigen Brüder tätigen und sie sie in ihren wechselnden Unterschlüpfen versorgen musste.

### Kriminelle Laufbahn
Nachdem ihr Bruder Vito, der nach Leonardo als neues Oberhaupt des Clans fungierte, am 15. April 1998 u. a. wegen Beihilfe zum Mord inhaftiert wurde und somit alle führenden Vertreter des Clans mit langjährigen Haftstrafen im Gefängnis saßen, wurde Giusy Vitale, laut dem Antimafia-Richter Maurizio de Luca, aus dem Gefängnis heraus, ohne dass sie je das Initiationsritual der Cosa Nostra vollzogen habe, anstelle ihres Bruders Vito zum neuen Capomandamento ernannt und somit die Repräsentantin einer Gruppe von drei benachbarten Clans, die in einem Mandat vereint sind.

### Verhaftung und Zeugenschutz
Am 24. Juni 1998 wurde Giusy verhaftet und zu einer Freiheitsstrafe von sechs Jahren verurteilt. Nachdem sie bereits vier Jahre Gefängnishaft verbüßt hatte, wurde sie im Jahr 2002 vorzeitig entlassen und im Jahr 2003 erneut in Gewahrsam genommen, da ihr der Mord an einem Geschäftsmann zur Last gelegt wurde, der einen ihrer Brüder verraten habe. Nachdem ihr Bruder Leonardo sie aus dem Gefängnis heraus zur Ermordung des Mannes gedrängt hatte, gab Giusy die Ermordung des Mannes in Auftrag.
Im März des Jahres 2005 begann Giusy mit den Behörden zu kooperieren, gab Zeugnis über ihre Rolle als Oberhaupt des Clans, sowie Details über Mord und die Struktur des Clans ihrer Familie. Da ihre Brüder mit ihr brachen und sie als sogenannte Pentita des Todes geweiht ist, wurde Giusy im Zeugenschutzprogramm aufgenommen und lebt heute mit ihrem Sohn und ihrer Tochter an einem unbekannten Ort.
Im November des Jahres 2015 wurden mit der Verhaftung der Tochter Maria Gallina und der Ehefrau Maria Vitale von Leonardo Vitale zwei weitere Frauen verhaftet, die die Interessen des Partinico-Mafia-Clans vertreten hatten.

## Dokumentationen
- Die Frauen der Cosa Nostra (2017): Dokumentarische Episode der 3-teiligen Doku-Reihe Italiens Mafia für den Fernsehsender ZDFinfo
- Dentro Cosa Nostra. Storia del pentitismo mafioso (2009): Dokumentarische Episode der italienischen Dokumentarserie Blu notte